# EBA Clearing

Logo

EBA Clearing (EBA steht für Euro Banking Association) wurde im Juni 1998 von 52 europäischen und internationalen Banken gegründet. Die ursprüngliche Aufgabe der EBA Clearing war das Betreiben des privaten Großbetragszahlungssystems EURO1, das die EBA an die EBA Clearing übergeben hatte. Inzwischen hat sich ihr Aufgabenspektrum auch auf die zwei Plattformen STEP1 und STEP2 ausgeweitet. Die EBA Clearing bietet damit Services für den Euro-Zahlungsverkehr innerhalb Europas und vor allem der Europäischen Union an. Zurzeit hat das Unternehmen 53 Anteilseignerbanken. Die Akzeptanz des Marktes hat dazu geführt, dass sich die EBA Clearing, neben TARGET2, als vollwertiger Clearing- und Settlement-Dienstleister nicht nur für kommerzielle Zahlungen etabliert hat. Im März 2013 startete EBA Clearing zudem MyBank, eine elektronische Autorisierungslösung für Online-Zahlungen, die das E-Commerce-Wachstum in Europa unterstützen soll.
Sowohl EURO1 als auch STEP2 wurden von der Europäischen Zentralbank (EZB) als systemrelevant eingestuft („Systemically Important Payment Systems (SIPS)“). An einer Infrastrukturlösung für Instant Payments wird derzeit gearbeitet (SEPA Credit Transfer Instant; SCT Inst).
Der Hauptsitz der EBA Clearing befindet sich in Paris, mit weiteren Büros in Brüssel, Frankfurt am Main und Mailand.

## EURO1
EURO1 ist ein Zahlungssystem für Großgeldbeträge, das von der EBA Clearing betrieben wird. Kunden sind europäische Banken. Das System unterliegt deutschem Recht (Kontokorrent-Prinzip/Single Obligation Structure) und nutzt die Nachrichten- und IT-Infrastruktur von SWIFT.

## STEP1
Für Kleinbetragstransaktionen bietet EBA Clearing seit 2000 mit STEP1 einen Einzelzahlungsservice für kommerzielle Transaktionen in Euro für meist kleine oder mittelständische europäische Banken. Die technische Infrastruktur von STEP1 ist die gleiche wie die des EURO1-Systems.

## STEP2
Zusammen mit SIA als technologischem Partner verwaltet und betreibt EBA Clearing seit April 2003 die STEP2-Plattform. STEP2 ist ein paneuropäisches Automated Clearing House (PE-ACH) für Massenzahlungen in Euro. Die Plattform ist neben EURO1 und STEP1 die dritte Säule der EBA Clearing für den europäischen Zahlungsverkehr und erfüllt die vom Europäischen Zahlungsverkehrsausschuss (EPC) verabschiedeten Grundsätze für ein PE-ACH.
Seit dem Start des Europäischen Zahlungsraumes (SEPA) am 28. Januar 2008 bietet STEP2 den europäischen Banken auch den STEP2 SEPA Credit Transfer (SCT) Service an, der eine einheitliche Infrastruktur zur Abwicklung von SEPA-Überweisungen darstellt. Seit der Einführung des SEPA-Lastschriftverfahrens am 2. November 2009 bietet EBA Clearing zudem die Abwicklung von SEPA-Lastschriften (SEPA Direct Debits) über die STEP2 SEPA Direct Debit (SDD) Services an. Voraussetzung für die Abwicklung über die STEP2 SCT- und SDD-Services ist, dass Zahlungen die international standardisierte Kontonummer des Empfängers (Internationale Bankkontonummer, IBAN) sowie den international normierten Bankcode (Business Identifier Code, BIC) der Empfängerbank aufweisen.
Mit den SCT- und SDD-Angeboten bietet STEP2 Banken in ganz Europa einen einzigen Kanal, mit dem sie sowohl SEPA-Überweisungen als auch SEPA-Lastschriften senden und empfangen können. Heute erreicht die PE-ACH-Plattform von EBA Clearing nahezu 100 Prozent aller Banken, die die SCT und SDD Scheme Adherence Agreements des European Payments Council (EPC) unterzeichnet haben, und ermöglicht Banken damit, ihren Kunden SEPA-konforme Dienstleistungen im gesamten Europäischen Zahlungsraum anzubieten.

## MyBank
MyBank ist eine elektronische Autorisierungslösung für Online-Zahlungen und ermöglicht Online-Einkäufe in ganz Europa über ihre vertraute Online Banking-Umgebung zu bezahlen. Die Lösung kann sowohl für die Autorisierung von SEPA-Überweisungen als auch für die Erstellung von SDD E-Mandaten genutzt werden.
Zukünftig wird die Lösung möglicherweise auch für Transaktionen in anderen Währungen oder für E-Identitätsservices genutzt werden können.
Heute wird MyBank von PRETA S.A.S. betrieben, einer hundertprozentigen Tochtergesellschaft der EBA Clearing.